# 제이미 도넌
제이미 도넌(Jamie Dornan, 1982년 5월 1일 ~ )은 북아일랜드의 배우, 모델, 음악가이다. 2020년 아이리시 타임스가 선정한 역대 위대한 아일랜드 배우 32위에 올랐다. 《벨파스트》(2021)로 2022년 제79회 골든 글로브상과 제28회 미국 배우 조합상의 영화 부문 남우주연상 후보에 지명되었다.

## 출연 작품

### 영화
- 마리 앙투아네트 (2006)
- 태양의 그림자 (2009)
- 그레이의 50가지 그림자 (2015) - 크리스천 그레이 역
  - 50가지 그림자: 심연 (2017)
  - 50가지 그림자: 해방 (2018)
- 더 셰프 (2015)
- 앤트로포이드 (2016) - 얀 역
- 자도빌 포위작전 (2016)
- 나인스 라이프 (2016)
- 프라이빗 워 (2018) - 폴 콘로이 역
- 후드 (2018)
- 언투게더 (2018, Untogether)
- 엔딩스, 비기닝스 (2019)
- 싱크로닉 (2019)
- 트롤: 월드 투어 (2020) - 채즈 역 (목소리)
- 와일드 마운틴 타임 (2020) - 앤서니 라일리 역
- 러브 스파이: 바브 앤 스타 (2021, Barb and Star Go to Vista Del Mar) - 에드거 역
- 벨파스트 (2021)
- 하트 오브 스톤 (2023) - 파커 역
- 베니스 유령 살인사건 (2023) - 레슬리 페리어, 리어폴드 페리어의 아버지 역

### 텔레비전
- 원스 어폰 어 타임 (2011-13)
- 더 폴 (2013-16)
- My Dinner with Hervé (2018)